# آت (أمر)
في الحوسبة، at هو أمر في أنظمة التشغيل شبيه يونكس، مايكروسوفت ويندوز، ورياكت استخدامها لجدولة الأوامر ليتم تنفيذها مرة واحدة، في معين وقت في المستقبل.

## التصميم

### شبيه يونكس
على أنظمة التشغيل يونكس مثل، at ما يلي سلسلة من الأوامر من الإدخال القياسي ويجمع بينهما في واحد «في أثناء العمل» التي يتم تنفيذها في وقت لاحق. ترث المهمة البيئة الحالية، بحيث يتم تنفيذها في نفس دليل العمل وبنفس متغيرات البيئة التي تم تعيينها عند تحديد موعدها. إنه يختلف عن cron ، والذي يستخدم لعمليات الإعدام المتكررة (على سبيل المثال مرة واحدة كل ساعة، كل ثلاثاء، 1 يناير من كل عام). كما هو الحال مع cron ، تسمح العديد من أنظمة Unix للمسؤول بتقييد الوصول إلى الأمر at . at ويمكن إجراء إلى البريد المستخدم عندما يتم تنفيذ مهمة مجدولة له، ويمكن استخدام أكثر من واحد طابور الوظائف، ويمكن قراءة قائمة من الوظائف للقيام من ملف الكمبيوتر بدلا من اللغة الفصحى. كتب لينكس at الغالب من قبل توماس كوينيج.

### مايكروسوفت ويندوز
بالإضافة إلى واجهة المستخدم الرسومية لـ Windows Task Scheduler في لوحة التحكم، يوفر Windows أمر at.exe بجدولة الأوامر والبرامج لتشغيلها على جهاز كمبيوتر في وقت وتاريخ محددين (على غرار كرون (يونكس)). وهي متوفرة منذ ويندوز إن تي، ولكن تم إهمالها الآن لصالح schtasks . يمكن استخدامه فقط عند تشغيل خدمة الجدول. عند استخدامه بدون معلمات، يسرد at.exe الأوامر المجدولة. يتعذر على at.exe الوصول إلى المهام التي تم إنشاؤها أو تعديلها بواسطة «لوحة التحكم» أو schtasks.exe . أيضا، المهام التي تم إنشاؤها باستخدام at.exe ليست تفاعلية بشكل افتراضي؛ التفاعل يحتاج إلى طلب صراحة.

## استعمال

### شبيه يونكس
سيكون أمر عينة ترجمة برنامج C في 11:45 ص يوم 31 يناير: 
```
 
$
 
echo
 
"cc -o foo foo.c"
 
|
 
at
 
1145
 
jan
 
31

```

أو 
```
 
$
 
at
 
1145
 
jan
 
31

 
at>
 
cc
 
-o
 
foo
 
foo.c

 
at>
 
^D
 
#(press Control-D while at the beginning of a line)

```

يسرد برنامج atq في قائمة الانتظار حاليًا، بينما يقوم atrm بإزالة الوظائف من قائمة الانتظار: 
```
$ 
atq

1234 2011-08-12 11:45 cc -o foo foo.c user

$ 
atrm
 
1234
 

$ 
atq

$

```

في بعض الكمبيوتر يونكس مثل أنظمة التشغيل ويستخدم البرنامج الخفي، atd ، والذي ينتظر في الخلفية فحص دوري لائحة الوظائف القيام به، وتنفيذ تلك في الوقت المحدد لها نيابة عن at .

### المتغيرات
يمكن استخدام الأمر batch بدلاً من at لتشغيل المهام المجدولة فقط إذا كان معدل تحميل ‏ النظام أقل من قيمة معينة.

### مايكروسوفت ويندوز
لاستخدام at.exe ، يجب أن يكون المستخدم عضوًا في مجموعة المسؤولين المحليين.
بناء جملة الأوامر هو: 
```
at
 
[\\
ComputerName
]
 
[{
[ID]
 
[/
delete
]|/
delete
 
[/
yes
]}]

 
at
 
[[\\
ComputerName
]
 
hours
:
minutes
 
[/
interactive
]
 
[{/
every
:
date
[,...]|/
next
:
date
[,...]}]
 
command
]

```

- \\ ComputerName - تحدد هذه المعلمة كمبيوتر بعيد. إذا تم حذفها، في الجداول الزمنية الأوامر والبرامج على الكمبيوتر المحلي.
- ID - تحدد هذه المعلمة رقم التعريف المعين لأمر مجدول.
- /delete - هذه المعلمة تلغي أمر مجدول. إذا تم حذف المعرف، يتم إلغاء جميع الأوامر المجدولة على الكمبيوتر.
- /yes - هذه المعلمة تجيب على جميع الاستعلامات من النظام عند حذف الأحداث المجدولة.
- hours : minutes - تحدد هذه المعلمة وقت تشغيل الأمر.
- /interactive - تسمح هذه المعلمة للأمر المحدد بالتفاعل مع سطح مكتب المستخدم الذي قام بتسجيل الدخول عند تشغيل الأمر.
- /every: - تقوم هذه المعلمة بتشغيل الأمر المحدد في كل يوم أو أيام محددة من الأسبوع أو الشهر.
- date - تحدد هذه المعلمة التاريخ الذي سيتم فيه تشغيل الأمر المحدد. يمكن تحديد يوم واحد أو أكثر من أيام الأسبوع. إذا تم حذف التاريخ، فيستخدم اليوم الحالي من الشهر.
- /next: - تعمل هذه المعلمة الأمر في التواجد التالي من اليوم.
- command - تحدد هذه المعلمة الأمر أو البرنامج (أي، ملف exe.
- /? - يعرض مساعدة للأمر.